# Gerhard Rappe
Gerhard Alexis Rappe, född 1 januari 1894 i Stenbrohults församling, Kronobergs län, död 1974, var en svensk agronom och jordbruksforskare. 
Gerhard Rappe var son till överste Ludvig Rappe och Anna Eva Jacquette Tersmeden. Han avlade studentexamen i Kalmar 1913, avlade agronomexamen vid Alnarps lantbruksinstitut 1916, studerade vid Stockholms högskola 1917–1918 och i Köpenhamn 1919. Rappe var förvaltare på sin mors egendom Christinelund 1919-29, studerade vid Königsbergs universitet 1929–1930 och därefter vid Sveriges utsädesförening i Svalöv samt blev 1932 filosofie kandidat och 1933 filosofie licentiat vid Lunds universitet. 1948 blev han agronomie doktor vid Lantbrukshögskolan i Uppsala. Efter anställning vid Älvsborgs läns hushållningssällskap blev Rappe 1934 föreståndare för Svenska mosskulturföreningen i Jönköping, då denna 1939 förenades med Svenska betes- och vallföreningen till Vall- och mosskulturföreningen, Ultuna, utsåg han till chef för den nya organisationen och föreståndare för dess mossavdelning till 1948. Han utgav Svensk mosskulturförenings tidskrift 1934–1938, samt Svenska vall- och mosskulturföreningens kvartalsskrift och Svenska vall- och mosskulturföreningens meddelanden 1939–1948. Rappe utförde viktiga undersökningar bland annat över årstidsväxlingarna i olika jordars produktivitet, över fastmarks- och organogena jordars inbördes värde och över olika tillväxt- och gödslingsfrågor. Ett uppmärksammat initiativ av honom var ett trettiotal studiegårdar, med särskild undersökningsverksamhet som från 1942 inrättades på olika platser i Norrland. Från 1944 lämnade han årliga omfattande redogörelser från studiegårdsverksamheten.
Han blev ledamot av Lantbruksakademien 1946.